# IC 2703

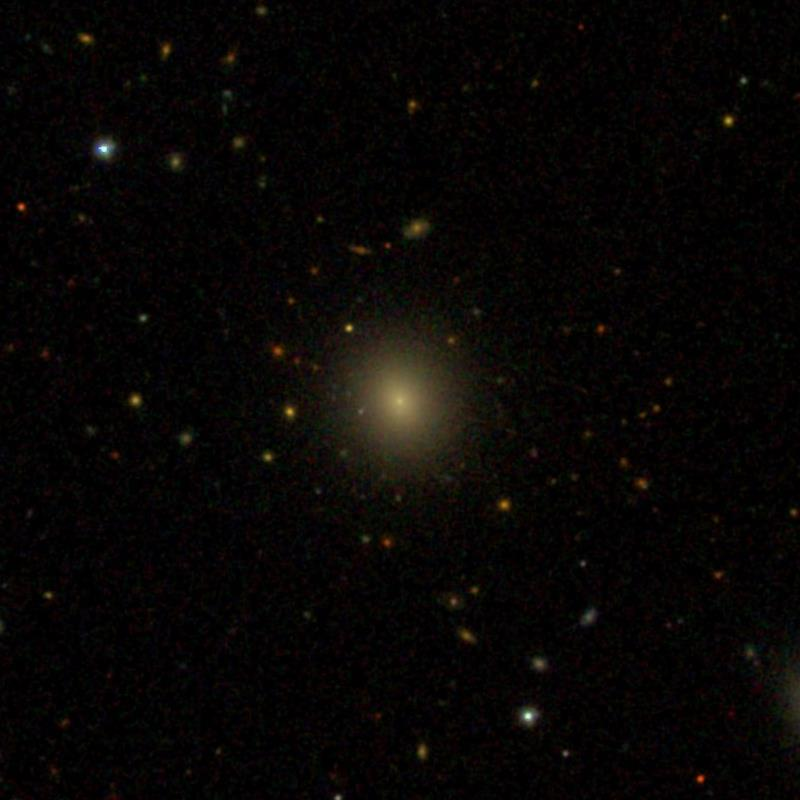
IC 2703

IC 2703 — галактика типу D (карликова галактика) у сузір'ї Лев.
Цей об'єкт міститься в оригінальній редакції індексного каталогу.